# 宜蘭力麗威斯汀度假酒店
宜蘭力麗威斯汀度假酒店（英語：The Westin Yilan Resort）位於宜蘭縣員山鄉，酒店由力麒建設及力麗酒店投資開發，加盟萬豪國際的威斯汀酒店品牌，共有85間客套房和6間獨棟Villa泳池別墅，2017年9月23日正式開幕。

## 外部連結
- 官方网站